# Monica Seles
Monica Seles (serbi: Моника Селеш; Novi Sad, llavors República Federal Socialista de Iugoslàvia, actualment part de Sèrbia; 2 de desembre de 1973) és una tennista que va arribar a ocupar el número 1 del rànquing mundial de l'Associació de tennis femení i és membre de l'International Tennis Hall of Fame des de 2009. L'any 1995 va començar a jugar com a ciutadana dels Estats Units i el 2007 també es va nacionalitzar hongaresa.
El 1990, amb només 16 anys, Seles va esdevenir la campiona més jove del Roland Garros. Va guanyar un total de vuit títols Grand Slam abans de complir els 20 anys i va acabar les temporades 1991 i 1992 com a número 1. El 30 d'abril de 1993 fou víctima d'un atac mentre disputava un partit a mans d'un home que li va clavar un ganivet a l'esquena. Seles es va retirar del circuit durant dos anys i després del retorn va aconseguir alguns èxits més, però no va poder recuperar el seu millor nivell tennístic. El seu darrer partit fou el Roland Garros de 2003, però no es va retirar oficialment fins a l'any 2008.

## Biografia
Seles va néixer a Novi Sad, a l'antiga Iugoslàvia, actualment Sèrbia, en una família d'ètnia hongaresa. Va començar a jugar a tennis a l'edat de cinc anys entrenada pel seu pare, Károly Szeles. Posteriorment fou entrenada per Jelena Genčić i amb només onze anys es va imposar en l'Orange Bowl. La seva victòria va atraure l'atenció del prestigiós entrenador Nick Bollettieri, i la seva família es va traslladar als Estats Units per tal d'assistir a la seva acadèmia de formació.
L'any 1996 fou convidada a participar en la sèrie de televisió còmica The Nanny, i el 2008 va participar en el programa de televisió Dancing with the Stars.
El 21 d'abril de 2009, Seles va publicar les seves memòries titulades Getting A Grip: On My Body, My Mind, My Self, en les quals explica com va superar la depressió i la seva addició a menjar que va patir després de la punyalada, com va superar la diagnosi de càncer i posterior mort del seu pare, i el seu retorn al món del tennis.
Des de l'any 2009, Seles manté una relació amorosa amb l'empresari multimilionari Tom Golisano.

## Torneigs de Grand Slam

### Individual: 13 (9−4)
| Resultat  | Núm. | Any  | Torneig              | Oponent en la final     | Marcador         |
| --------- | ---- | ---- | -------------------- | ----------------------- | ---------------- |
| Campiona  | 1.   | 1990 | Roland Garros        | Steffi Graf             | 7−6(6), 6−4      |
| Campiona  | 2.   | 1991 | Open d'Austràlia     | Jana Novotná            | 5−7, 6−3, 6−1    |
| Campiona  | 3.   | 1991 | Roland Garros (2)    | Arantxa Sánchez Vicario | 6−3, 6−4         |
| Campiona  | 4.   | 1991 | US Open              | Martina Navrátilová     | 7−6(1), 6−1      |
| Campiona  | 5.   | 1992 | Open d'Austràlia (2) | Mary Joe Fernandez      | 6−2, 6−3         |
| Campiona  | 6.   | 1992 | Roland Garros (3)    | Steffi Graf             | 6−2, 3−6, 10−8   |
| Finalista | 1.   | 1992 | Wimbledon            | Steffi Graf             | 2−6, 1−6         |
| Campiona  | 7.   | 1992 | US Open (2)          | Arantxa Sánchez Vicario | 6−3, 6−3         |
| Campiona  | 8.   | 1993 | Open d'Austràlia (3) | Steffi Graf             | 4−6, 6−3, 6−2    |
| Finalista | 2.   | 1995 | US Open              | Steffi Graf             | 6−7(6), 6−0, 3−6 |
| Campiona  | 9.   | 1996 | Open d'Austràlia (4) | Anke Huber              | 6−4, 6−1         |
| Finalista | 3.   | 1996 | US Open (2)          | Steffi Graf             | 5−7, 4−6         |
| Finalista | 4.   | 1998 | Roland Garros        | Arantxa Sánchez Vicario | 6−7(5), 6−0, 2−6 |

## Jocs Olímpics

### Individual
| Any  | Campionat                        | Oponent      | Resultat |
| ---- | -------------------------------- | ------------ | -------- |
| 2000 | Jocs Olímpics, Sydney, Austràlia | Jelena Dokić | 6−1, 6−4 |

## Carrera esportiva
El seu primer partit en un torneig professional fou el 1988 amb catorze anys. L'any següent ja va esdevenir professional i ja va guanyar el primer títol a Houston el maig de 1989. Poc després va arribar a les semifinals del seu primer Grand Slam a Roland Garros, on fou derrotada per la número 1 del rànquing, Steffi Graf. En la seva primera temporada com a professional ja va acabar com a número 6 del rànquing individual. L'any següent va guanyar el seu primer Grand Slam al Roland Garros davant Graf, esdevenint així la tennista més jove en guanyar aquest torneig amb 16 anys i 6 mesos. A final de temporada també va guanyar la Copa Masters femenina superant a Gabriela Sabatini i va acabar l'any en la segona posició del rànquing.
La temporada 1991 fou la primera dels dos anys de domini que va realitzar en el circuit femení. Inicialment va guanyar l'Open d'Austràlia vencent a Jana Novotná en la final, i poques setmanes després va ascendir fins al número 1 del rànquing individual. Va defensar el títol de Roland Garros derrotant a Arantxa Sánchez Vicario, però no va poder disputar el torneig de Wimbledon a causa d'una lesió. Ràpidament va recuperar el ritme de competició i també es va imposar en la final del US Open davant Martina Navrátilová. Amb tres títols Grand Slam va assentar el seu número 1 mundial. Durant el 1992 va defensar els tres títols de Grand Slam que havia guanyat en la temporada anterior i a més, va disputar la final de Wimbledon, però fou derrotada per Graf clarament. En les darreres rondes del torneig, les seves rivals es van queixar dels crits al colpejar la pilota, ja que eren massa sorollosos i els jutges la van obligar a abaixar el volum dels seus crits. Des de gener de 1991 a febrer de 1993, Seles va participar en un total de 34 torneigs, dels quals va disputar la final en 33 i es va endur el títol en 22, per un total de 159 victòries i només 22 derrotes (92,9%), de les quals 55 i 1 en Grand Slams (98%).
La rivalitat entre Graf i Seles va arribar al clímax quan, el 1993 es va produir una agressió que va canviar totalment la seva vida. El 30 d'abril, durant el partit de quarts de final en el torneig d'Hamburg davant Magdalena Maleeva, un boig anomenat Günter Parche va clavar un ganivet a l'espatlla de Seles, sota l'omòplat. Malgrat que la ferida estigué curada al cap d'unes setmanes, Seles no va tornar a jugar a tennis competitivament en més de dos anys. En un primer moment es va creure que l'incident estava relacionat amb els conflictes polítics i ètnics de la guerra de Iugoslàvia, però més tard el mateix Günter Parche va declarar que era admirador de Graf i que es pensava que, si treia Seles del mig, Graff tornaria a ser la número u. L'agressor no fou empresonat, ja que patia trastorns psicològics i fou sentenciat a seguir un tractament psicològic durant uns anys. L'atac va canviar la història del tennis, en el qual es van reforçar les mesures de seguretat.
Aquest atac va allunyar Seles de les pistes durant 27 mesos i li va fer perdre el nivell de joc que tenia. Durant el període de recuperació, Seles va demanar la nacionalitat estatunidenca (1994) i des de llavors va disputar la Copa Federació amb aquest país. Va guanyar les edicions de 1996, 1999 i 2000. Va tornar a jugar a l'agost de 1995 i se li va restablir el lloc que ocupava al rànquing de la WTA, el número 1, compartit amb Steffi Graff. Malgrat que va guanyar el primer torneig que va disputar en el seu retorn i va tornar a guanyar diversos títols, fins i tot l'Open d'Austràlia davant Anke Huber el 1996, en aquesta segona etapa no va aconseguir recuperar el nivell de domini anterior. Va participar en els Jocs Olímpics de 1996 realitzats a Atlanta (Estats Units), on va finalitzar en cinquena posició de la prova individual femenina. Les dificultats es van agreujar quan el seu pare i entrenador va morir a causa d'un càncer el 1998. Va disputar tres finals més de Grand Slam però no aconseguí imposar-se en cap. En els Jocs Olímpics de 2000 realitzats a Sydney (Austràlia) aconseguí guanyar la medalla de bronze en aquesta mateixa competició. El seu darrer any complet en el circuit fou el 2002, acabant la temporada en el setè lloc del rànquing individual.
A la primavera de 2003, Seles va patir una lesió al peu i va tardar diversos mesos a recuperar-se. Ja el 2005 va jugar un parell de partits d'exhibició i va anunciar que potser retornaria al circuit el 2006. Finalment, però, el retorn no es va produir realment, va disputar diversos partits d'exhibició, especialment contra Navrátilová. Malgrat tornar a considerar el retorn inspirada per l'èxit obtingut per Lindsay Davenport en el seu retorn, el 14 de febrer de 2008 va anunciar oficialment la seva retirada del tennis professional. El gener de 2009 fou escollida per entrar a formar part de l'International Tennis Hall of Fame.

## Palmarès: 62 (53−6−3)

### Individual: 85 (53−32)
| Llegenda                     |
| ---------------------------- |
| Grand Slam (9−4)             |
| WTA Tour Championships (3−1) |
| Tier I (9−9)                 |
| Tier II (22−13)              |
| Tier III (9−5)               |
| Tier IV (1−0)                |
| Tier V (0−0)                 |

| Títols per superfície |
| --------------------- |
| Dura (28−16)          |
| Gespa (1−1)           |
| Terra batuda (14−6)   |
| Moqueta (10−9)        |

| Resultat   | Núm. | Data                   | Torneig                                               | Superfície   | Oponent en la final     | Marcador                |
| ---------- | ---- | ---------------------- | ----------------------------------------------------- | ------------ | ----------------------- | ----------------------- |
| Guanyadora | 1.   | 30 d'abril de 1989     | Houston, Estats Units                                 | Terra batuda | Chris Evert             | 3−6, 6−1, 6−4           |
| Finalista  | 1.   | 18 de setembre de 1989 | Dallas, Estats Units                                  | Moqueta (i)  | Martina Navrátilová     | 6−7, 3−6                |
| Finalista  | 2.   | 23 d'octubre de 1989   | Brighton, Regne Unit                                  | Moqueta (i)  | Steffi Graf             | 5−7, 4−6                |
| Guanyadora | 2.   | 25 de març de 1990     | Miami, Estats Units                                   | Dura         | Judith Wiesner          | 6−1, 6−2                |
| Guanyadora | 3.   | 1 d'abril de 1990      | San Antonio, Estats Units                             | Dura         | Manuela Maleeva         | 6−4, 6−3                |
| Guanyadora | 4.   | 22 d'abril de 1990     | Tampa, Estats Units                                   | Terra batuda | Katerina Maleeva        | 6−1, 6−0                |
| Guanyadora | 5.   | 13 de maig de 1990     | Roma, Itàlia                                          | Terra batuda | Martina Navrátilová     | 6−1, 6−1                |
| Guanyadora | 6.   | 20 de maig de 1990     | Berlín, Alemanya                                      | Terra batuda | Steffi Graf             | 6−4, 6−3                |
| Guanyadora | 7.   | 10 de juny de 1990     | Roland Garros, França                                 | Terra batuda | Steffi Graf             | 7−6(6), 6−4             |
| Guanyadora | 8.   | 19 d'agost de 1990     | Los Angeles, Estats Units                             | Dura         | Martina Navrátilová     | 6−4, 3−6, 7−6(6)        |
| Guanyadora | 9.   | 4 de novembre de 1990  | Oakland, Estats Units                                 | Moqueta (i)  | Martina Navrátilová     | 6−3, 7−6(5)             |
| Guanyadora | 10.  | 18 de novembre de 1990 | Virginia Slims Championships, Nova York, Estats Units | Moqueta (i)  | Gabriela Sabatini       | 6−4, 5−7, 3−6, 6−4, 6−2 |
| Guanyadora | 11.  | 27 de gener de 1991    | Open d'Austràlia, Austràlia                           | Dura         | Jana Novotná            | 5−7, 6−3, 6−1           |
| Finalista  | 3.   | 25 de febrer de 1991   | Palm Springs, Estats Units                            | Dura         | Martina Navrátilová     | 2−6, 6−7                |
| Guanyadora | 12.  | 15 de març de 1991     | Miami (2)                                             | Dura         | Gabriela Sabatini       | 6−3, 7−5                |
| Finalista  | 4.   | 25 de març de 1991     | San Antonio                                           | Terra batuda | Steffi Graf             | 4−6, 3−6                |
| Guanyadora | 13.  | 21 d'abril de 1991     | Houston (2)                                           | Terra batuda | Mary Joe Fernandez      | 6−4, 6−3                |
| Finalista  | 5.   | 29 d'abril de 1991     | Hamburg, Alemanya                                     | Terra batuda | Steffi Graf             | 5−7, 7−6, 3−6           |
| Finalista  | 6.   | 6 de maig de 1991      | Roma                                                  | Terra batuda | Gabriela Sabatini       | 3−6, 2−6                |
| Guanyadora | 14.  | 9 de juny de 1991      | Roland Garros (2)                                     | Terra batuda | Arantxa Sánchez Vicario | 6−3, 6−4                |
| Finalista  | 7.   | 29 de juliol de 1991   | San Diego, Estats Units                               | Dura         | Jennifer Capriati       | 6−4, 1−6, 6−7           |
| Guanyadora | 15.  | 18 d'agost de 1991     | Los Angeles (2)                                       | Dura         | Kimiko Date             | 6−3, 6−1                |
| Guanyadora | 16.  | 8 de setembre de 1991  | US Open, Estats Units                                 | Dura         | Martina Navrátilová     | 7−6(1), 6−1             |
| Guanyadora | 17.  | 22 de setembre de 1991 | Tòquio, Japó                                          | Dura         | Mary Joe Fernandez      | 6−3, 6−1                |
| Guanyadora | 18.  | 6 d'octubre de 1991    | Milà, Itàlia                                          | Moqueta (i)  | Martina Navrátilová     | 6−3, 3−6, 6−4           |
| Finalista  | 8.   | 4 de novembre de 1991  | Oakland                                               | Moqueta (i)  | Martina Navrátilová     | 3−6, 6−3, 3−6           |
| Guanyadora | 19.  | 17 de novembre de 1991 | Filadèlfia, Estats Units                              | Moqueta (i)  | Jennifer Capriati       | 7−5, 6−1                |
| Guanyadora | 20.  | 24 de novembre de 1991 | Virginia Slims Championships, Nova York (2)           | Moqueta (i)  | Martina Navrátilová     | 6−4, 3−6, 7−5, 6−0      |
| Guanyadora | 21.  | 26 de gener de 1992    | Open d'Austràlia                                      | Dura         | Mary Joe Fernandez      | 6−2, 6−3                |
| Guanyadora | 22.  | 9 de febrer de 1992    | Essen, Alemanya                                       | Moqueta (i)  | Mary Joe Fernandez      | 6−0, 6−3                |
| Guanyadora | 23.  | 1 de març de 1992      | Indian Wells, Estats Units                            | Dura         | Conxita Martínez        | 6−3, 6−1                |
| Guanyadora | 24.  | 19 d'abril de 1992     | Houston                                               | Terra batuda | Zina Garrison Jackson   | 6−1, 6−1                |
| Guanyadora | 25.  | 26 d'abril de 1992     | Barcelona, Espanya                                    | Terra batuda | Arantxa Sánchez Vicario | 3−6, 6−2, 6−3           |
| Finalista  | 9.   | 4 de maig de 1992      | Roma (2)                                              | Terra batuda | Gabriela Sabatini       | 5−7, 4−6                |
| Guanyadora | 26.  | 7 de juny de 1992      | Roland Garros (3)                                     | Terra batuda | Steffi Graf             | 6−2, 3−6, 10−8          |
| Finalista  | 10.  | 22 de juny de 1992     | Wimbledon, Regne Unit                                 | Gespa        | Steffi Graf             | 2−6, 1−6                |
| Finalista  | 11.  | 10 d'agost de 1992     | Los Angeles                                           | Dura         | Martina Navrátilová     | 4−6, 2−6                |
| Finalista  | 12.  | 17 d'agost de 1992     | Mont-real, Canadà                                     | Dura         | Arantxa Sánchez Vicario | 3−6, 6−4, 4−6           |
| Guanyadora | 27.  | 13 de setembre de 1992 | US Open (2)                                           | Dura         | Arantxa Sánchez Vicario | 6−3, 6−3                |
| Guanyadora | 28.  | 27 de setembre de 1992 | Tòquio (2)                                            | Dura         | Gabriela Sabatini       | 6−2, 6−0                |
| Guanyadora | 29.  | 8 de novembre de 1992  | Oakland (2)                                           | Moqueta (i)  | Martina Navrátilová     | 6−3, 6−4                |
| Guanyadora | 30.  | 22 de novembre de 1992 | Virginia Slims Championships, Nova York (3)           | Moqueta (i)  | Martina Navrátilová     | 7−5, 6−3, 6−1           |
| Guanyadora | 31.  | 31 de gener de 1993    | Open d'Austràlia (2)                                  | Dura         | Steffi Graf             | 4−6, 6−3, 6−2           |
| Guanyadora | 32.  | 8 de febrer de 1993    | Chicago, Estats Units                                 | Moqueta (i)  | Martina Navrátilová     | 3−6, 6−2, 6−1           |
| Finalista  | 13.  | 15 de febrer de 1993   | París, França                                         | Moqueta (i)  | Martina Navrátilová     | 3−6, 6−4, 6−7           |
| Guanyadora | 33.  | 20 d'agost de 1995     | Toronto                                               | Dura         | Amanda Coetzer          | 6−0, 6−1                |
| Finalista  | 14.  | 28 d'agost de 1995     | US Open                                               | Dura         | Steffi Graf             | 6−7, 6−0, 3−6           |
| Guanyadora | 34.  | 14 de gener de 1996    | Sydney, Austràlia                                     | Dura         | Lindsay Davenport       | 4−6, 7−6(7), 6−3        |
| Guanyadora | 35.  | 28 de gener de 1996    | Open d'Austràlia (3)                                  | Dura         | Anke Huber              | 6−4, 6−1                |
| Guanyadora | 36.  | 23 de juny de 1996     | Eastbourne, Regne Unit                                | Gespa        | Mary Joe Fernandez      | 6−0, 6−2                |
| Guanyadora | 37.  | 11 d'agost de 1996     | Toronto (2)                                           | Dura         | Arantxa Sánchez Vicario | 6−1, 7−6(2)             |
| Finalista  | 15.  | 26 d'agost de 1996     | US Open (2)                                           | Dura         | Steffi Graf             | 5−7, 4−6                |
| Guanyadora | 38.  | 22 de setembre de 1996 | Tòquio (3)                                            | Dura         | Arantxa Sánchez Vicario | 6−1, 6−4                |
| Finalista  | 16.  | 4 de novembre de 1996  | Oakland (2)                                           | Moqueta (i)  | Martina Hingis          | 2−6, 0−6                |
| Finalista  | 17.  | 17 de març de 1997     | Miami                                                 | Dura         | Martina Hingis          | 2−6, 1−6                |
| Finalista  | 18.  | 31 de març de 1997     | Hilton Head, Estats Units                             | Dura         | Martina Hingis          | 6−3, 3−6, 6−7           |
| Finalista  | 19.  | 19 de maig de 1997     | Madrid, Espanya                                       | Terra batuda | Jana Novotná            | 5−7, 1−6                |
| Finalista  | 20.  | 28 de juliol de 1997   | San Diego (2)                                         | Dura         | Martina Hingis          | 6−7, 4−6                |
| Guanyadora | 39.  | 10 d'agost de 1997     | Los Angeles (3)                                       | Dura         | Lindsay Davenport       | 5−7, 7−5, 6−4           |
| Guanyadora | 40.  | 17 d'agost de 1997     | Toronto (3)                                           | Dura         | Anke Huber              | 6−2, 6−4                |
| Guanyadora | 41.  | 21 de setembre de 1997 | Tòquio (4)                                            | Dura         | Arantxa Sánchez Vicario | 6−1, 3−6, 7−6(5)        |
| Finalista  | 21.  | 25 de maig de 1998     | Roland Garros                                         | Terra batuda | Arantxa Sánchez Vicario | 6−7, 6−0, 2−6           |
| Guanyadora | 42.  | 23 d'agost de 1998     | Mont-real (4)                                         | Dura         | Arantxa Sánchez Vicario | 6−3, 6−2                |
| Guanyadora | 43.  | 27 de setembre de 1998 | Tòquio (5)                                            | Dura         | Arantxa Sánchez Vicario | 4−6, 6−3, 6−4           |
| Finalista  | 22.  | 19 d'octubre de 1998   | Moscou, Rússia                                        | Moqueta (i)  | Mary Pierce             | 6−7, 3−6                |
| Guanyadora | 44.  | 11 d'abril de 1999     | Amelia Island, Estats Units                           | Terra batuda | Ruxandra Dragomir       | 6−2, 6−3                |
| Finalista  | 23.  | 16 d'agost de 1999     | Toronto (2)                                           | Dura         | Martina Hingis          | 4−6, 4−6                |
| Finalista  | 24.  | 20 de setembre de 1999 | Tòquio                                                | Dura         | Lindsay Davenport       | 5−7, 6−7                |
| Guanyadora | 45.  | 27 de febrer de 2000   | Oklahoma City, Estats Units                           | Dura (i)     | Nathalie Dechy          | 6−1, 7−6(3)             |
| Guanyadora | 46.  | 16 d'abril de 2000     | Amelia Island                                         | Terra batuda | Conchita Martínez       | 6−3, 6−2                |
| Guanyadora | 47.  | 21 de maig de 2000     | Roma (2)                                              | Terra batuda | Amelie Mauresmo         | 6−2, 7−6(4)             |
| Finalista  | 25.  | 31 de juliol de 2000   | San Diego (3)                                         | Dura         | Venus Williams          | 0−6, 7−6, 3−6           |
| Finalista  | 26.  | 21 d'agost de 2000     | New Haven, Estats Units                               | Dura         | Venus Williams          | 2−6, 4−6                |
| Finalista  | 27.  | 13 de novembre de 2000 | Chase Championships, Nova York                        | Moqueta (i)  | Martina Hingis          | 7−6, 4−6, 4−6           |
| Guanyadora | 48.  | 25 de febrer de 2001   | Oklahoma City                                         | Dura (i)     | Jennifer Capriati       | 6−3, 5−7, 6−2           |
| Finalista  | 28.  | 30 de juliol de 2001   | San Diego (4)                                         | Dura         | Venus Williams          | 2−6, 3−6                |
| Finalista  | 29.  | 6 d'agost de 2001      | Manhattan Beach (2)                                   | Dura         | Lindsay Davenport       | 3−6, 5−7                |
| Guanyadora | 49.  | 16 de setembre de 2001 | Bahia, Brasil                                         | Dura         | Jelena Dokic            | 6−3, 6−3                |
| Guanyadora | 50.  | 7 d'octubre de 2001    | Tòquio, Japó                                          | Dura         | Tamarine Tanasugarn     | 6−3, 6−2                |
| Guanyadora | 51.  | 14 d'octubre de 2001   | Xangai, Xina                                          | Dura         | Nicole Pratt            | 6−2, 6−3                |
| Finalista  | 30.  | 28 de gener de 2002    | Tòquio, Japó                                          | Moqueta (i)  | Martina Hingis          | 6−7, 6−4, 3−6           |
| Guanyadora | 52.  | 17 de febrer de 2002   | Doha, Qatar                                           | Dura         | Tamarine Tanasugarn     | 7−6(6), 6−3             |
| Guanyadora | 53.  | 25 de maig de 2002     | Madrid, Espanya                                       | Terra batuda | Chanda Rubin            | 6−4, 6−2                |
| Finalista  | 31.  | 27 de gener de 2003    | Tòquio (2)                                            | Moqueta (i)  | Lindsay Davenport       | 7−6, 1−6, 2−6           |
| Finalista  | 32.  | 17 de febrer de 2003   | Dubai, Emirats Àrabs Units                            | Dura         | Justine Henin           | 6−4, 6−7, 5−7           |

#### Períodes com a número 1
| Núm. | Precedida per | Dates                   | Succeïda per | Setmanes | Acumulat |
| ---- | ------------- | ----------------------- | ------------ | -------- | -------- |
| 1.   | Steffi Graf   | 11/03/1991 − 04/08/1991 | Steffi Graf  | 21       | 21       |
| 2.   | Steffi Graf   | 12/08/1991 − 18/08/1991 | Steffi Graf  | 1        | 22       |
| 3.   | Steffi Graf   | 09/09/1991 − 06/06/1993 | Steffi Graf  | 91       | 113      |
| 4.A  | Steffi Graf   | 14/08/1995 − 03/11/1996 | Steffi Graf  | 64       | 177      |
| 5.A  | Steffi Graf   | 18/11/1996 − 24/11/1996 | Steffi Graf  | 1        | 178      |

- Nota A:  Número 1 compartit amb la tennista Steffi Graf.

### Dobles: 9 (6−3)
| Llegenda                     |
| ---------------------------- |
| Grand Slam (0−0)             |
| WTA Tour Championships (0−0) |
| Tier I (3−1)                 |
| Tier II (2−2)                |
| Tier III (1−0)               |
| Tier IV (0−0)                |
| Tier V (0−0)                 |

| Títols per superfície |
| --------------------- |
| Dura (3−1)            |
| Gespa (0−0)           |
| Terra batuda (3−0)    |
| Moqueta (0−2)         |

| Resultat   | Núm. | Data                   | Torneig                   | Superfície   | Parella            | Oponents en la final                       | Marcador      |
| ---------- | ---- | ---------------------- | ------------------------- | ------------ | ------------------ | ------------------------------------------ | ------------- |
| Guanyadora | 1.   | 13 de maig de 1990     | Roma, Itàlia              | Terra batuda | Helen Kelesi       | Laura Garrone Laura Golarsa                | 6−3, 6−4      |
| Guanyadora | 2.   | 31 de març de 1991     | San Antonio, Estats Units | Dura         | Patty Fendick      | Jill Hetherington Kathy Rinaldi Stunkel    | 7−6(2), 6−2   |
| Guanyadora | 3.   | 12 de maig de 1991     | Roma (2)                  | Terra batuda | Jennifer Capriati  | Nicole Bradtke Elna Reinach                | 7−5, 6−2      |
| Guanyadora | 4.   | 10 de maig de 1992     | Roma (3)                  | Terra batuda | Helena Sukova      | Katerina Maleeva Barbara Rittner           | 6−1, 6−2      |
| Guanyadora | 5.   | 21 de setembre de 1997 | Tòquio, Japó              | Dura         | Ai Sugiyama        | Julie Halard-Decugis Chanda Rubin          | 6−1, 6−0      |
| Finalista  | 1.   | 3 de novembre de 1997  | Chicago, Estats Units     | Moqueta (i)  | Lindsay Davenport  | Alexandra Fusai Nathalie Tauziat           | 3−6, 2−6      |
| Finalista  | 2.   | 9 de novembre de 1998  | Filadèlfia, Estats Units  | Moqueta (i)  | Natasha Zvereva    | Elena Likhovtseva Ai Sugiyama              | 5−7, 6−4, 2−6 |
| Finalista  | 3.   | 15 de març de 1999     | Miami, Estats Units       | Dura         | Mary Joe Fernandez | Martina Hingis Jana Novotná                | 6−0, 4−6, 6−7 |
| Guanyadora | 6.   | 27 de setembre de 1998 | Tòquio (2)                | Dura         | Anna Kúrnikova     | Mary Joe Fernandez Arantxa Sánchez Vicario | 6−4, 6−4      |

### Equips: 4 (3−1)
| Resultat   | Núm. | Data                      | Torneig                       | Superfície  | Parella                                          | Oponents en la final                                                         | Marcador   |
| ---------- | ---- | ------------------------- | ----------------------------- | ----------- | ------------------------------------------------ | ---------------------------------------------------------------------------- | ---------- |
| Guanyadora | 1.   | 4 de gener de 1991        | Copa Hopman, Perth, Austràlia | Dura        | Goran Prpić                                      | Zina Garrison David Wheaton                                                  | 3−0 global |
| Finalista  | 1.   | 6 de gener de 2001        | Copa Hopman, Perth, Austràlia | Dura        | Jan-Michael Gambill                              | Martina Hingis Roger Federer                                                 | 1−2 global |
| Guanyadora | 2.   | 28-29 de setembre de 1996 | Copa Federació                | Moqueta (i) | Lindsay Davenport Mary Joe Fernández Linda Wild  | Conchita Martínez Arantxa Sánchez Vicario Gala León Virginia Ruano Pascual   | 5−0 global |
| Guanyadora | 3.   | 24-25 de novembre de 2000 | Copa Federació                | Moqueta (i) | Lindsay Davenport Jennifer Capriati Lisa Raymond | Conchita Martínez Arantxa Sánchez Vicario Virginia Ruano Pascual Magüi Serna | 5−0 global |

## Participació a Grand Slam i torneigs importants

### Individual
|                        | Iugoslàvia  | Iugoslàvia  | Iugoslàvia  | Iugoslàvia  | Iugoslàvia  | Iugoslàvia  | Iugoslàvia  | Estats Units | Estats Units | Estats Units | Estats Units | Estats Units | Estats Units | Estats Units | Estats Units | Estats Units |         |         |
| Torneig                | 1988        | 1989        | 1990        | 1991        | 1992        | 1993        | 1994        | 1995         | 1996         | 1997         | 1998         | 1999         | 2000         | 2001         | 2002         | 2003         | Títols  | G − P   |
| Grand Slams            |             |             |             |             |             |             |             |              |              |              |              |              |              |              |              |              |         |         |
| Obert d'Austràlia      | A           | A           | A           | G           | G           | G           | A           | A            | G            | A            | A            | SF           | A            | QF           | SF           | 2R           | 4 / 8   | 43−4    |
| Roland Garros          | A           | SF          | G           | G           | G           | A           | A           | A            | QF           | SF           | F            | SF           | QF           | A            | QF           | 1R           | 3 / 11  | 54−8    |
| Wimbledon              | A           | 4R          | QF          | A           | F           | A           | A           | A            | 2R           | 3R           | QF           | 3R           | QF           | A            | QF           | A            | 0 / 9   | 30−9    |
| US Open                | A           | 4R          | 3R          | G           | G           | A           | A           | F            | F            | QF           | QF           | QF           | QF           | 4R           | QF           | A            | 2 / 12  | 53−10   |
| Grand Slam SR          | 0 / 0       | 0 / 3       | 1 / 3       | 3 / 3       | 3 / 4       | 1 / 1       | 0 / 0       | 0 / 1        | 1 / 4        | 0 / 3        | 0 / 3        | 0 / 4        | 0 / 3        | 0 / 2        | 0 / 4        | 0 / 2        | 9 / 40  |         |
| Grand Slam G/P         | 0−0         | 11−3        | 13−2        | 21−0        | 27−1        | 7−0         | 0−0         | 6−1          | 17−3         | 11−3         | 14−3         | 16−4         | 12−3         | 7−2          | 17−4         | 1−2          |         | 180−31  |
| Altres                 |             |             |             |             |             |             |             |              |              |              |              |              |              |              |              |              |         |         |
| Jocs Olímpics          | A           | No celebrat | No celebrat | No celebrat | A           | No celebrat | No celebrat | No celebrat  | QF           | No celebrat  | No celebrat  | No celebrat  | 3a           | No celebrat  | No celebrat  | No celebrat  | 0 / 2   | 9–2     |
| WTA Tour Championships | A           | QF          | G           | G           | G           | A           | A           | A            | 4R           | 4R           | QF           | A            | F            | A            | QF           | A            | 3 / 9   | 18−6    |
| WTA Tier I             |             |             |             |             |             |             |             |              |              |              |              |              |              |              |              |              |         |         |
| Miami                  | 2R          | A           | G           | G           | QF          | A           | A           | A            | A            | F            | 3R           | 4R           | SF           | A            | SF           | A            | 2 / 9   | 32−7    |
| Indian Wells           | NC          | No Tier I   | No Tier I   | No Tier I   | No Tier I   | No Tier I   | No Tier I   | No Tier I    | A            | A            | A            | 3R           | QF           | 2R           | SF           | A            | 0 / 4   | 8−4     |
| Charleston             | No Tier I   | No Tier I   | A           | A           | A           | A           | A           | A            | A            | F            | SF           | 3R           | SF           | A            | 3R           | A            | 0 / 5   | 12−5    |
| Berlín                 | A           | A           | G           | A           | A           | A           | A           | A            | A            | A            | A            | A            | A            | A            | A            | A            | 1 / 1   | 5−0     |
| Roma                   | No Tier I   | No Tier I   | G           | F           | F           | A           | A           | A            | A            | 3R           | 3R           | A            | G            | A            | A            | 2R           | 2 / 7   | 21−5    |
| Toronto/Mont-real      | No Tier I   | No Tier I   | A           | A           | F           | A           | A           | G            | G            | G            | G            | F            | A            | SF           | A            | A            | 4 / 7   | 31−3    |
| Tòquio                 | No Tier I   | No Tier I   | No Tier I   | No Tier I   | No Tier I   | A           | A           | A            | QF           | A            | A            | SF           | A            | A            | F            | F            | 0 / 4   | 9−4     |
| Moscou                 | No celebrat | No celebrat | No celebrat | No celebrat | No celebrat | No celebrat | No celebrat | No celebrat  | NTI          | A            | F            | A            | A            | A            | A            | A            | 0 / 1   | 3−1     |
| Estadístiques          |             |             |             |             |             |             |             |              |              |              |              |              |              |              |              |              |         |         |
| Títols − Finals        | 0−0         | 1−3         | 9−9         | 10−16       | 10−14       | 2−3         | 0−0         | 1−2          | 5−7          | 3−7          | 2−4          | 1−3          | 3−6          | 4−6          | 2−3          | 0−2          | 53−85   | 53−85   |
| Total G−P              | 5−3         | 33−8        | 54−6        | 74−6        | 70−5        | 17−2        | 0−0         | 11−1         | 47−8         | 45−13        | 46−13        | 38−13        | 58−13        | 40−10        | 47−14        | 10−7         | 595−122 | 595−122 |
| Rànquing a final d'any | 86          | 6           | 2           | 1           | 1           | 8           | −           | 1            | 2            | 5            | 6            | 6            | 4            | 10           | 7            | 60           |         |         |